# Embidobia oaxes
Embidobia oaxes är en stekelart som först beskrevs av Alan Parkhurst Dodd 1914.  Embidobia oaxes ingår i släktet Embidobia och familjen Scelionidae. Inga underarter finns listade i Catalogue of Life.